# Pseudopharus
Pseudopharus is een geslacht van vlinders van de familie spinneruilen (Erebidae), uit de onderfamilie Arctiinae.

## Soorten
- P. amata Druce, 1900
- P. cornelia Druce, 1906
- P. domingona Druce, 1906
- P. gibeauxi de Toulgoët, 1990
- P. hades Dognin, 1909